# Haoma
În mitologia persană, Haoma este zeița unei ierbi fermecate, divine ce poartă același nume. Seva acestei plante avea proprietăți anestezice, era băută în timpul sacrificiilor, oferea putere și vigilență războinicilor. Dacă era băută de mame în pragul nașterii, copiii lor aveau să fie sănătoși și buni la suflet. De asemenea licoarea obținută din această plantă conferea celor ce o înghițeau o putere spirituală și o cunoaștere avansată a lumii. Uneori ea era chiar o băutură a nemuririi. Zeița Haoma aparținea grupului de zei credincioși lui Ahura Mazda, numit Yazatas.